# Jackson Pollock
Pour les articles homonymes, voir Pollock.
Jackson Pollock, né le 28 janvier 1912 à Cody dans le Wyoming et mort le 11 août 1956 à Springs dans l'État de New York, est un peintre américain de l'expressionnisme abstrait, mondialement connu de son vivant.
Il réalise plus de 700 œuvres, peintures achevées, essais peints ou sculptés et dessins ainsi que quelques gravures et a une influence déterminante sur le cours de l'art contemporain.
La pratique du all-over ainsi que le « dripping », qu'il a beaucoup employé de 1947 à 1950, l'a rendu célèbre grâce aux photos et aux films de Hans Namuth, réalisés plus ou moins dans le feu de l'action.
Sa reconnaissance, tardive après toute une vie dans le dénuement, a coïncidé avec l'émergence de New York comme nouvelle capitale mondiale de la culture, peu après la Seconde Guerre mondiale entre 1948 et 1950. Pollock fut le premier de la troisième vague d'artistes abstraits américains à être enfin reconnu, le premier à « briser la glace » (selon l'expression de Willem de Kooning), en ouvrant un passage dans le milieu des collectionneurs aux autres artistes de l'école de New York.
En 1945, Pollock épousa l'artiste peintre Lee Krasner qui a une influence décisive sur sa carrière et sur la valorisation de son œuvre.

## Biographie

### 1912-1937
Jackson Pollock naît dans l'Ouest américain. Il s'identifie à ces territoires peuplés de natifs américains avec leurs espaces et leur caractère indompté, sauvage, qui seront à la base de ses  premiers travaux. Ses quatre frères, plus âgés que lui, prirent toujours soin de lui avec plus ou moins de bonheur. La famille change huit fois de domicile entre 1912 et 1928, en Californie et en Arizona notamment. Sa mère, Stella, surprotège son petit dernier, bien qu'elle eût préféré avoir enfin une fille… Les initiatives de Stella ne coïncident pas avec les moyens et le savoir-faire de son époux. Celui-ci, après des années de galère dans ses diverses entreprises agricoles, se voit contraint de trouver du travail sur des chantiers éloignés du toit familial. Il deviendra alcoolique, et ses cinq garçons aussi. Jackson restera timide, parlant très peu en public ; il est mal à l'aise, voire brutal, avec les femmes.
En 1924, Jackson, alors âgé de onze ans, « fait quelques rencontres occasionnelles avec des groupes d'Indiens ». À cet âge-là, il n'a aucune idée de leur art ; par contre il assiste, de loin, à un rituel. Deux de ses frères, Charles et Sand, font bientôt preuve d'un certain talent  en dessin d'observation et, au cours des années suivantes, lui communiquent des informations, des revues sur l'art moderne parisien. Jackson entreprend de les suivre, mais ses résultats le désolent.
Durant l'été 1927, Jackson montre les premiers signes d'alcoolisme. Pendant cette année, il suit les cours de la High School de Riverside (Californie) avec difficulté ; il quitte d'ailleurs le lycée en 1928 sans avoir achevé ses études secondaires. En septembre, il s'inscrit à l'école des Arts manuels, mais il en est renvoyé pour avoir critiqué, dans un journal étudiant, l'enseignement qui y est dispensé. Il partage des convictions d'extrême-gauche et entend parler d'un art — muraliste — de gauche. Cela ne l'empêche pas de se frotter à la théosophie de Krishnamurti.
En juin 1930, il est emmené par un de ses aînés, Charles, au Pomona College en Californie pour y voir des fresques peintes par Orozco. En septembre, il s'installe avec ses frères Franck et Charles à New York. Il s'inscrit à l'Art Students League of New York pour suivre des cours donnés par le peintre réaliste Thomas Hart Benton. Il rencontre José Clemente Orozco, dont il a découvert l'œuvre murale peu avant, et qui travaille avec Benton à la réalisation de fresques. Durant les deux années qui suivent, il se réinscrit aux cours de Benton en classe de peinture murale, puis en modèle vivant et composition murale. Dans cet enseignement, l'accent est mis sur l'expression du volume dans le dessin au trait hachuré, comme dans les dessins de nus de Michel Ange. Par ailleurs, Benton propose des solutions de composition picturale sous forme de graphiques que Pollock retiendra et sur lesquelles il reviendra toute sa vie.
Son père meurt en 1933 d'une crise cardiaque. Durant le printemps et l’été, Jackson continue à se former à la sculpture et travaille avec le tailleur de pierre Ahron Ben Shmuel.
Dans les années de crise économique, avec la politique du New Deal de Roosevelt, le Federal Art Project de la WPA soutient les artistes tant dans la création que dans l'enseignement. La composition murale est une des façons d'intégrer l'artiste à la société et de nombreuses commandes de décoration d'édifices publics leur sont passées par la WPA. À partir de 1935, Pollock bénéficiera de ce soutien aux artistes. D'abord admis dans la section « peinture murale », Pollock en est exclu pour absentéisme en 1938. Il est réintégré dans la section « peinture de chevalet » et il en bénéficie jusqu'en 1942. La réflexion sur le format sera ainsi au cœur de ses recherches.
En 1940, Pollock passe par l'atelier de David Alfaro Siqueiros, où sont réalisées collectivement des bannières et des sculptures de char pour la manifestation du 1er mai. C'est dans ce contexte qu'il découvre l'aérographe, le pochoir et le goût pour la recherche de matières (en particulier avec les peintures industrielles) et des techniques nouvelles.

### 1937-1944
En février 1937, après la lecture de Primitive Art and Picasso, Pollock fait la rencontre de l'auteur de l'article : John Graham (de son vrai nom Dombrowski, véritable gourou dans le milieu new-yorkais). Celui-ci, embauché par la directrice de la collection Guggenheim parle à Jackson de son œuvre favorite, une peinture de Picasso, datant de 1932, Jeune Fille devant un miroir, très graphique et comme fragmentée en facettes. Ce tableau sera donné par Olga Hirsch au Museum of Modern Art (MoMA), lorsque le musée (dirigé par Alfred Barr depuis sa fondation en 1929) s'installe, considérablement enrichi, à son emplacement actuel en 1939.
Les années 1938-1946 donnent ainsi à Pollock l'occasion de se frotter à son « maître » d'alors : Pablo Picasso. De nombreuses proximités entre les deux artistes ont été repérées, ainsi qu'avec Miro, Masson et Hans Hofmann par Ellen G. Landau. L'exposition de Guernica, à partir de mai 1939, à la Valentine Galerie, puis, à l'automne, la rétrospective Picasso (avec Les Demoiselles d'Avignon et la fameuse Jeune Fille devant un miroir), au MoMA, sont les temps forts de ce moment d'émulation où Pollock dessine beaucoup. Il accumule les figures dessinées avec une ligne expressive (Studies, Number 11). Elles évoquent des entités protéiformes, des Minotaures de Picasso (la revue Minotaure avec la couverture de Picasso date de 1933), des figures hybrides surréalistes (la mode est à L'Interprétation des rêves de Sigmund Freud), et où se mêlent des références aux sculptures des Indiens de la côte Ouest. Tout ce bestiaire se retrouve, souvent filiforme, dans les dessins, et les peintures datés approximativement des années 1938-1943. D'autre part, au cours des années 1940 (mais probablement dans les premières années, selon David Anfam), Pollock s'intéresse fortement au livre de D'Arcy Wentworth Thompson (1860-1948) On growth and form pour ses illustrations de formes naturelles, souvent observées au microscope, mais aussi des cornes de bélier, etc. que Pollock s'approprie par le dessin en en faisant des formes méconnaissables.
En décembre 1937, Pollock suit une cure de désintoxication et commence une thérapie, la première d'une longue série, avec Joseph Henderson, un psychanalyste formé directement auprès de Carl Gustav Jung.
En 1937, Pollock se passionne toujours pour l'art primitif qui, selon Graham, repose sur des « émotions spirituelles ». Ce point est très important pour l'artiste dans sa pratique plus que jamais expressionniste,. La contemplation de l'art des Indiens d'Amérique du Nord, en particulier lors de l'exposition « Indian Art of the United States », (commissaire Rene d'Harnoncourt (en)), au MoMA en 1941, est décisive pour son évolution. Il fera plus tard allusion aux sculptures Kwakwaka'wakw, dont l'un des « totems » gigantesques ornait l'entrée du musée à cette occasion. Le travail d'interprétation de ses propres dessins, entrepris avec son analyste junguien, Henderson, trouve aussi un écho dans leurs discussions où ils évoquent les sculptures indiennes qui passionnent Henderson tout autant que Pollock.
Durant l'exposition, des démonstrations de peintures de sable (et aussi avec des pollens, des pétales ou de la farine) sont réalisées par des artistes Navajos. Les peintures exécutées au sol sont cernées par un cadre ou « gardien ». Dans la pratique chamanique, le membre de la communauté qui est soigné est ensuite placé au centre de cette peinture. Puis celle-ci est détruite : elle sert à frotter le malade puis est jetée loin du village. Hubert Damisch, dans le catalogue de 1982, y fait référence mais de manière non explicite pour interpréter la démarche de Pollock. Selon cette conception, c'est l'action de réaliser la peinture et non l'objet peinture qui est essentiel. L'expression « action painting » tient compte de cette référence, mais a vu son impact considérablement amplifié après la diffusion du film de Hans Namuth, en particulier dans les écoles d'arts des États-Unis, dans les années 1950.
Birth (« naissance »), 1942 : des fragments de figures déformées et stylisées réassemblés verticalement comme un totem composent la première peinture de Pollock visible dans une exposition collective, « American and French Painting », en janvier 1942, organisée par J. Graham et qui montre aussi des peintures de Lee Krasner. L'intrication des figures fragmentées est alors le premier pas vers ce qui deviendra ensuite l'accumulation de figures par superposition, sous forme de « voiles » superposés, et leur disparition totale dans les drippings. Cette thèse est reprise par Donald Wigal dans Jackson Pollock : l'image dissimulée. Un exemple évident de dissimulation a été relevé par Karmel : le « tableau » inscrit au centre de Guardians of the Secret (1943). Retourné, il présente de nombreuses figures filiformes comme certains dessins de Picasso de la fin des années 1930. En position normale, les gardiens, monumentaux, sont assez bien identifiables mais le tableau au centre est devenu « abstrait ». 

À cette exposition, Lee Krasner (re)découvre Pollock, l'homme et l'artiste, et tombe amoureuse des deux. Quelques mois après, ils vivent ensemble, chez Lee Krasner, en gardant chacun leur atelier. C'est à partir de cette date que Lee Krasner favorise des rencontres entre Pollock et Clement Greenberg, ainsi qu'avec leur professeur à tous les deux, Hans Hofmann. Willem De Kooning est aussi de la partie.
Au printemps 1943, Pollock participe, avec une œuvre importante, Stenographic Figure, à une exposition qui va compter pour son avenir. Il est retenu avec 35 jeunes artistes, presque tous américains, dans l'espace de The Art of This Century gallery (en) , la « galerie-musée » ouverte par Peggy Guggenheim en octobre 1942. Parmi les membres du jury, on trouve James Johnson Sweeney (qui deviendra bientôt directeur de la section peinture et sculpture au MoMA), et Piet Mondrian (qui aurait dit, devant Stenographic Figure : « J'essaie de comprendre ce qui se passe… Je crois que c'est la chose la plus intéressante que j'aie vue jusqu'à présent en Amérique. ») Marcel Duchamp, dans ce jury composé de sept membres, émet lui aussi un avis favorable ! Pollock, aidé par Lee Krasner, décroche ensuite, toujours auprès de Peggy Guggenheim, un contrat de 150 dollars versés mensuellement et sa première exposition particulière, qui a lieu du 9 au 27 novembre.
L'année 1943, des peintures qui deviendront des œuvres-clefs manifestent le bouillonnement créatif de Pollock : Guardians of the Secret, The Moon Woman cuts the Circle, The She-Wolf et Stenographic Figure… En fait, toute une figuration d'images intimes que Pollock tient le plus à refouler en en brouillant la lisibilité, quitte à retourner à 180° le tableau en cours d'exécution. Il ne se sent plus contrôlé ni par les mythes ni par les archétypes. D'ailleurs, le titre de l'œuvre n'arrive qu'ensuite, avec des amis ou des visiteurs.
En novembre 1943, le succès se profile à l'horizon mais il est encore loin. Il n'y a que quelques ventes (on est en pleine guerre), les critiques sont plutôt négatives, mais on y apprécie le caractère américain, fait nouveau, alors que l'art européen domine encore le marché. Peggy Guggenheim lui commande aussi Mural (« Tous les animaux de l'Ouest américain », dixit Pollock), pour sa maison (janvier 1944). Mural est, pour la première fois, présenté au public au MoMA en avril-mai 1947, à l'exposition « Large Scale Modern Painting ». En mai 1944, un premier tableau de Pollock est acheté par le MoMA : She Wolf.

### 1945-1950

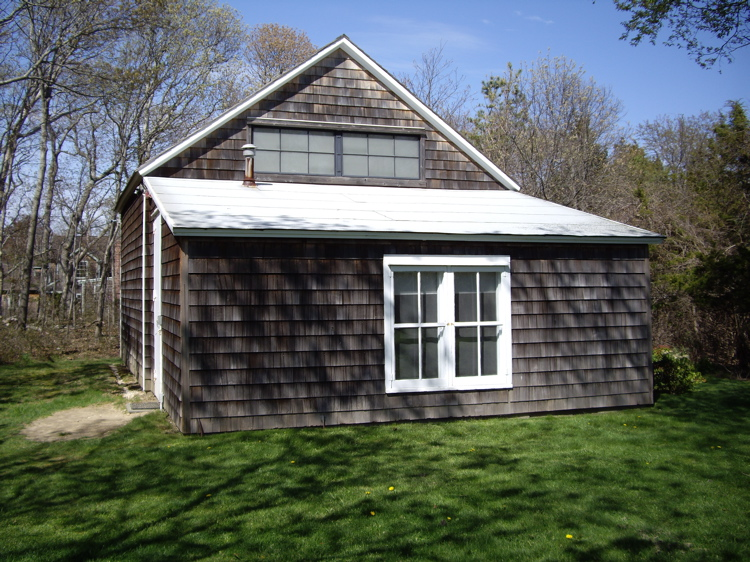
L'atelier de Pollock à Springs dans l'État de New York.

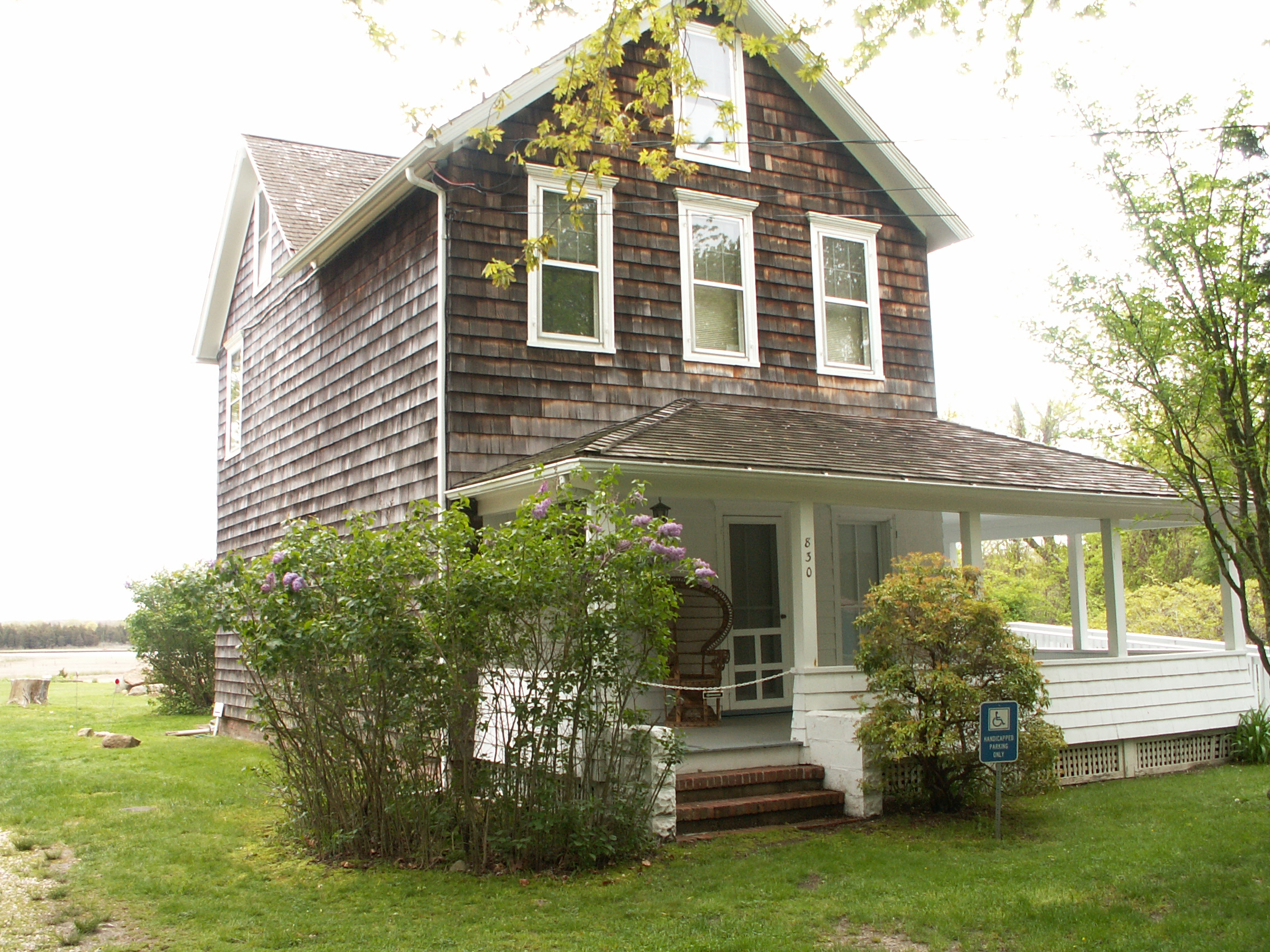
La maison-atelier attenante.

L'artiste peintre Lee Krasner, formée chez Hans Hofmann à l'art moderne, est sa compagne dès 1942 mais ils ne se marient qu'en octobre 1945. Elle l'entraîne alors à Long Island pour le protéger de son alcoolisme. Ils y emménagent début novembre dans une ancienne ferme de Springs (East Hampton (New York)), sans eau chaude ni chauffage et avec très peu d'argent. C'est dans la très petite « grange », sommairement aménagée en « atelier », que Jackson Pollock a réalisé ses œuvres « classiques », la toile étant d'abord au sol puis après un temps de séchage, redressée. Le critique Clement Greenberg (un ami de Lee Krasner qui reprenait en les « théorisant » les enseignements venus de Hans Hofmann, et transmis par Lee Krasner) a souligné le fait que Pollock ne partait pas du rectangle de la toile. En effet c'était tout un rouleau de toile qui était partiellement déroulé. La peinture n'allant pas jusqu'aux bords, il lui fallait décider des limites, et cadrer était un choix crucial pour Pollock. Cette pratique était totalement nouvelle et en rupture avec la peinture française, celle héritée de Cézanne où l'on part du cadre pour construire le tableau. Pour qualifier cette nouvelle pratique Greenberg inventa le terme all over (où les éléments picturaux sont disposés de manière égale sur toute la surface disponible) (The Nation, 1er février 1947: an over-all evenness [une uniformité bord à bord]).
Les peintures de Janet Sobel (1894 - 1968), artiste américaine d'origine ukrainienne, qui fut la première à pratiquer une peinture all-over, ont influencé Pollock. Celui-ci avait vu son travail en compagnie de Greenberg à la galerie The Art of This Century (en) en 1944. Dans son essai American-Type' Painting (1955) Greenberg mentionne ces œuvres comme étant les premières formes de all-over qu'il ait vues, et affirme que « Pollock reconnut que ces tableaux l'avaient impressionné ».
Sur certains de ses tableaux, dès 1947, Pollock déverse la peinture directement du pot, et en contrôle la fluidité et l’épaisseur des lignes (pouring : déversement) ou l’égouttement (dripping) de la peinture sur des toiles posées à plat (ou sur papier : Painting (Silver over Black, White, Yellow and Red) (« Peinture (Argent sur noir, blanc, jaune et rouge) »), 1948, peinture sur papier marouflée sur toile, 61 × 80 cm, Centre Pompidou). Dans le catalogue de 1982 : 
« Je ne tends pratiquement jamais ma toile avant de peindre. Je préfère clouer ma toile non tendue au mur ou au sol. J'ai besoin de la résistance d'une surface dure. Au sol je suis plus à l'aise. Je me sens plus proche du tableau, j'en fais davantage partie; car de cette façon, je peux marcher tout autour, travailler à partir des 4 côtés et être littéralement dans le tableau. C'est une méthode semblable à celle des peintres Indiens de l'Ouest qui travaillent sur le sable. »
Cette opération qui consiste à travailler à l'horizontale opère une rupture singulière dans les pratiques culturelles de l'image. Ses implications symboliques et les effets d'échos dans l'art contemporain qui suivit ont été abordés par Yve Alain-Bois et Rosalind Krauss à l'occasion de l'exposition « L'Informe. Mode d'emploi ». Le texte fait allusion à « Full Fathom Five », de 1947, dans le contexte d'une analyse théorique. Mais le sens de ce titre, venu du chant d'Ariel dans La Tempête de Shakespeare (« Par cinq brasses sous les eaux… gît mon père/… », cité dans) évoque le processus d'effacement - des souvenirs - sous de multiples couches. Processus récurrent dans la pratique de Pollock. Pour une étude fine de la pratique de Pollock se reporter à Carmean et Pepe Karmel.
En 1948, Jackson Pollock décide de ne plus donner de titre et de désigner ses réalisations par des numéros. Interrogée sur cette décision Lee Krasner déclara que Pollock désirait avant tout intéresser le public à la « pure peinture » plutôt que le distraire par des titres. Pollock, en août 1950, expliqua : « J'ai décidé de cesser d'ajouter à la confusion » suscitée par les titres qui étaient très souvent attribués par des invités et que Pollock acceptait ou refusait. La première exposition composée de tableaux numérotés date de 1951 chez Betty Parsons. Mais les numéros étaient attribués un peu au hasard, sans souci de chronologie. Dans certains cas, Pollock les désignait aussi par des couleurs ou leur caractéristique essentielle (The Wooden Horse, White Cockatoo).
En 1948, Robert Motherwell, William Baziotes, David Hare, Barnett Newman, Mark Rothko et Clyfford Still fondent leur, très éphémère, école d'art The Subjects of the Artist. Car selon eux, un élève a tout à gagner de connaître « aussi bien les sujets des artistes modernes que leur facture ». Ils se distinguaient ainsi d'une approche formelle de l'art moderne. Ils étaient anti-greenbergiens et réintroduisaient du sens, là où d'autres ne voyaient qu'équilibres de formes et jeux de couleurs, planéité, etc. Mais Pollock lui-même ne comprenait pas très clairement les discours théoriques (mais pas encore formalistes) et souvent obscurs de Clement Greenberg. Il préférait écouter du jazz toute la journée : Dizzy Gillespie, Bird (Charlie Parker), du Dixieland et du bebop.
Pollock est alors le premier peintre américain de l'expressionnisme abstrait à être connu du grand public en raison de l'écho qu'il rencontre dans la presse : en 1949, le magazine Life titre : « Jackson Pollock est-il le plus grand artiste vivant ? ». En ce sens, il va frayer la voie aux autres artistes de l'école de New York mais ceux-ci ne connaîtront un succès populaire qu'après sa mort.
Jackson Pollock est à l'apogée de son succès en 1950. Il est sélectionné avec un groupe d'artistes américains pour représenter les États-Unis à la Biennale de Venise. Il accumule les œuvres majeures avec drippings et pourings sans jamais se répéter. La figuration qui apparaît encore dans des peintures de 1948 réalisées par le déversement contrôlé d'un fil de laque, apparaît toujours en 1949 dans les figures raclées au couteau à peindre dans plusieurs toiles fraichement peintes en drippings, dont Out of the web: Number 7.1949. Certaines peintures de 1950 ont été, elles aussi, analysées par Karmel et elles présentent assez clairement des fragments de figures lorsqu'on les bascule de 90° dans le sens des aiguilles d'une montre. Cependant l'ensemble est globalement totalement « abstrait », et c'est cette abstraction radicale qui a surtout été retenue comme étant « le » style de Jackson Pollock. À noter aussi, une expérience en volume : Untitled, Painted terra cotta, 20,3 cm (8 inches).
Il boit moins depuis son déménagement à Springs, et presque plus après l'automne 1948 grâce aux tranquillisants, l'hypnose (la remontée des souvenirs), les promenades, de très nombreux invités cultivés et, avec le boom économique, les premières ventes sérieuses. Des toiles de grande ampleur (mais aussi de nombreuses de format plus « vendable », 78 × 57 cm par ex.) et d'un rythme complexe « all over » surprennent favorablement un nombre croissant de critiques. L'intensité du travail et les contraintes du succès s'accumulent en 1949 et 1950. Il réfléchit avec le sculpteur-architecte Tony Smith et avec l'architecte Peter Blake à l'articulation de ses peintures monumentales, murales, avec l'espace architectural (voir : Carmean, Varnedoe).
À la fin de l'été et durant l'automne 1950, le photographe Hans Namuth réalise des séries de photographies de l'artiste en action. En noir et blanc, le faible éclairage naturel fixe le « bougé » de l'action. L'idée que l'action de l'artiste est essentielle était dans l'air depuis longtemps. On retrouve souvent cette référence au lieu de l'action artistique comme s'il s'agissait d'une arène dans les années 1930, au double sens du mot : la surface couverte de sable (la tauromachie, le culte de Mithra) et le lieu où l'on risque son honneur, voire sa vie en s'exposant. La pratique artistique des années 1930, littéraire et picturale, s'est souvent engagée à exposer, de manière transgressive, l'intime et les fantasmes de l'auteur. Dans les années 1930 aussi, ce fut le cas en France avec les écrits de Leiris (L'Âge d'homme) et de Georges Bataille, et avec les peintures de Picasso et de Masson. Ces œuvres étaient connues aux États-Unis. Cette conception de la pratique artistique où l'essentiel réside dans l'action risquée, l'exposition de soi dans l'arène, fut reprise dans ce pays par le critique Harold Rosenberg (The Tradition of the New, 1955) lorsqu'il a créé l'expression « action painting » (première publication dans l'article de 1952 « The American Action Painters »).
La suite logique aux photographies de l'artiste en action fut, pour Hans Namuth, la réalisation d'un film en couleurs (avec un solo à la contrebasse de Morton Feldman). En fait, il y eut deux films tournés en octobre et en novembre 1950. Pollock y est amené à jouer son propre rôle en train de réaliser deux peintures, l'une, sur toile, prise à distance, et l'autre, sur verre - le verre, filmé par en dessous, étant nécessaire pour que le spectateur puisse voir le peintre en action et la peinture dans le même plan fixe. Barbara Rose a remarqué qu'avec ce dispositif le spectateur ne peut rien voir de ce que l'artiste voit. Le film terminé, Pollock se remet à boire, et retourne le tableau de verre, à l’extérieur de l'atelier, pendant des mois.

### 1951-1956
Pollock souhaite ensuite s'épanouir à l'intérieur de sa langue personnelle, avec les drippings et celle antérieure aux drippings. « Je pense que les non-objectivistes trouveront ça perturbant », selon ses propres termes, début 1951 ; il réintroduit, de manière bien visible, ces figures qui étaient auparavant « voilées » dans les nappes de motifs tracés en l'air au-dessus de la toile. Il reste très proche d'Alfonso Ossorio et de Tony Smith (1912-1980) et suit leurs conseils de se renouveler. Sur du papier japon offert par Smith, il dessine à l'encre en jouant sur le report de l'encre d'une feuille sur l'autre, placée dessous et réalise au moins une sculpture,. Il se réfère aussi au livre de D'Arcy Wentworth Thompson, Croissance et forme de 1917, qui présente le tracé de nombreuses formes simples.
En 1951, Pollock commence à dessiner sur toile avec des seringues, les traits sont donc d'une très grande longueur, équivalents à un trait de crayon. Greenberg reste très enthousiaste pour les peintures à figures noires de l'exposition de 1952, loue leur charge maximale avec des moyens minimaux, leur poudroiement dématérialisé, à la différence de la recherche de matérialité qu'il percevait en 1949 (Lire les analyses critiques de Greenberg par Y. A. Bois et T. de Duve). Après quoi Pollock se remet à expérimenter des effets de nappe de peinture épaisse ou fluide, des frottis, et se joue des fusions entre matières : c'est ce que l'on voit dans The Deep (1953).

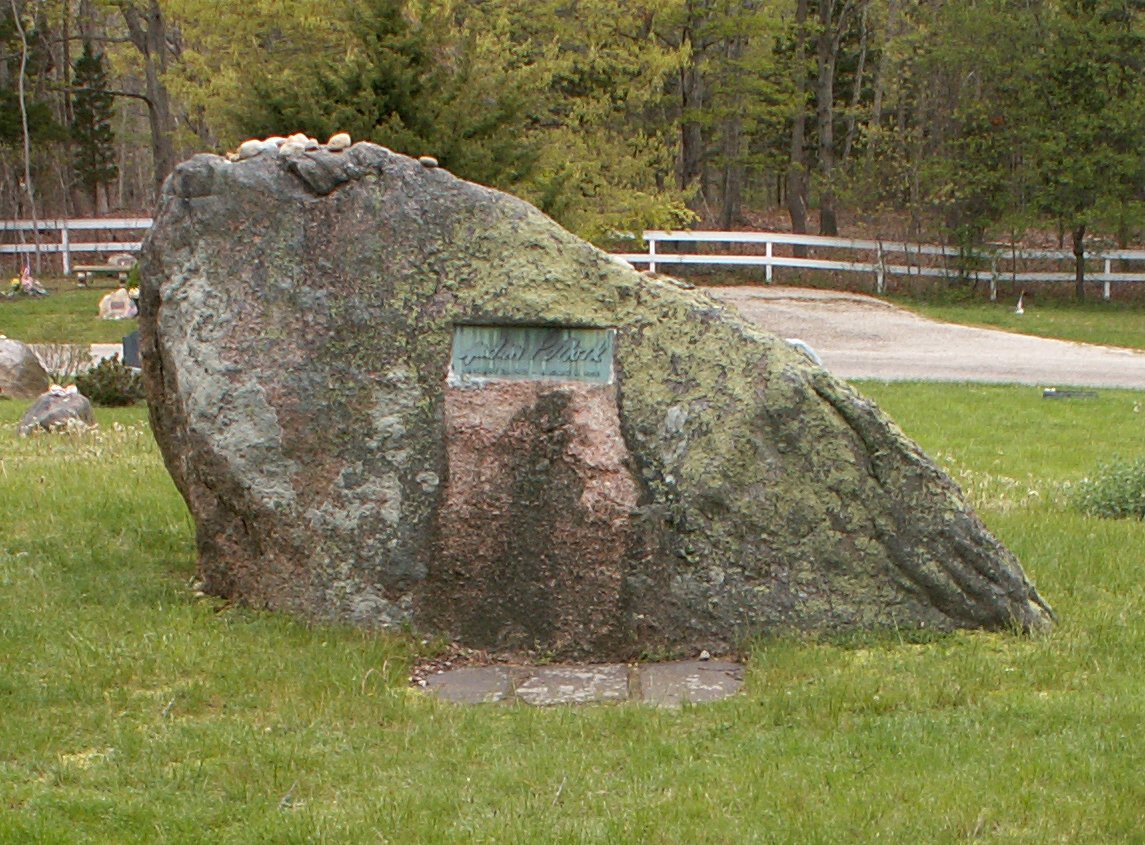
Tombe de Pollock.

Après une année 1951 où le noir dominait, il réintroduit la couleur au pinceau à partir de Portrait and a Dream en 1953. (À ce moment, Greenberg a « lâché » Pollock.) Les titres continuent de faire référence aux rituels, à ses actes symboliques et les figures totémiques rythment la surface : Easter and the totem, Blue Poles ; titres demandés par son nouveau galeriste, Sidney Janis. Sa dernière toile Search est typique de cet esprit de recherche, où la couleur est dominante. Pollock n'a que peu produit (mais avec constamment de nouvelles pratiques) durant les dernières années de sa vie.

#### Mort
Le soir du 11 août 1956, alors que Pollock a bu toute la journée, il se rend à un concert en décapotable Oldsmobile 88 dans laquelle il voyage avec sa jeune maîtresse Ruth Kligman et une amie réceptionniste du salon de beauté habituel de Kligman, Edith Metzger, mais Pollock accélère et perd le contrôle de son véhicule à Fireplace Road à Springs sur les routes d’East Hampton. Le peintre et la jeune Metzger meurent dans l'accident alors que Kligman, assise à l'avant, est éjectée et grièvement blessée,,,.
Une réaction puritaine s'abat sur Kligman, « Comme si l’héritage allait être souillé parce que le dieu en question [Pollock] avait une vie privée qui était désapprouvée… les gens lui ont vraiment fait porter le chapeau », explique le critique et historien d'art (en)Robert Pincus-Witten. Elle est ainsi « cultivée et méprisée à parts presque égales » dans le monde des arts. Dans son journal, son ami Warhol la tient néanmoins pour responsable de l'accident de Pollock. En outre, le surnom de « Fille de la voiture de la mort » (Death-car girl), que donne le poète Frank O’Hara à Ruth Kligman, la hantera toute sa vie,.
On a beaucoup écrit sur l'alcoolisme de Pollock, responsable de cet accident ; c'était d'abord un fait de société. Presque tous les artistes de sa génération ont été alcooliques, beaucoup se sont suicidés, beaucoup conduisaient dangereusement : étant considérés comme des « mauviettes » par l'Américain moyen, ils en rajoutaient, au risque d'en perdre la vie. En ce qui concerne Pollock, les origines familiales de son mal-être en avaient fait un alcoolique à quinze ans.

## Commentaires sur l'œuvre
L'étude approfondie de l'œuvre de Pollock a pu, ces dernières années, révéler la permanence d'une volonté de faire image, de travailler l'expression de son monde intérieur par ces images et montrer que leur effacement apparent dans un tableau « abstrait » était trompeur,,,.
« Quand je suis dans mon tableau, je ne suis pas conscient de ce que je fais. C'est seulement après une espèce de temps de prise de connaissance que je vois ce que j'ai voulu faire. Je n'ai pas peur d'effectuer des changements, de détruire l'image, etc., parce qu'un tableau a sa vie propre. J'essaie de la laisser émerger. C'est seulement quand je perds le contact avec le tableau que le résultat est chaotique. Autrement, il y a harmonie totale, échange facile, et le tableau est réussi. » Déclaration parue sous le titre « My painting » dans l'unique numéro de la revue Possibities, éditée par Robert Motherwell et Harold Rosenberg, New York, hiver 1947-1948, qui cite aussi une partie supprimée mais qui apparaît dans le brouillon pour cet article,.
En juin 1956, Selden Rodman s'est entretenu avec Pollock à East Hampton, : 
« Je n'ai aucun intérêt pour l'“expressionnisme abstrait” et celui-ci n'est certainement ni non-objectif ni non-figuratif. Quelquefois, mon art est très figuratif et il est toujours un petit peu représentatif le reste du temps. Lorsque vous dépeignez votre inconscient, des figures vont ressortir. J'imagine que nous sommes tous influencés par Sigmund Freud. J'ai été influencé par Carl Jung pendant longtemps... La peinture est un état d'être... La peinture est de l'auto-découverte... Tout bon artiste dépeint ce qu'il est ».

## Contexte du succès

### Pollock, Krasner et Greenberg: le contexte artistique et critique
Le « vigoureux flamboiement de ses œuvres », le caractère singulier, « jamais vu », de sa peinture en 1943, son « implacable spontanéité », « la façon unique dont il brasse d'innombrables souvenirs, enthousiasmes et fixations intimes pour les fondre », tels sont d'abord les premières raisons du succès. Cela dit, Jackson Pollock a vécu dans une extrême précarité durant la majeure partie de sa vie, même si, en 1949, le magazine Life titrait en « une », avec une certaine ironie, « Pollock est-il le plus grand peintre vivant ? » L'année 1949 fut d'ailleurs la seule où des ventes conséquentes permirent au couple de payer ses dettes et de restaurer un peu la maison de Springs.
Le comportement agressif de Pollock, quand il était ivre, eut dans l'immédiat un effet négatif sur son image : ses anciens amis le fuyaient, les galeristes s'en méfiaient et ses éventuels clients (bien qu'il aura été difficile de les convaincre de la valeur de sa peinture) hésitaient à prendre le risque d'une réception qui aurait été gâchée par sa seule présence. Par contre, à terme, son comportement et sa peinture, son expressivité, la vitesse apparente de l'exécution, ont joué pour construire l'image mythique de l'artiste typiquement américain, libre et un peu « sauvage », mais si plein d'énergie !
Ce n'est qu'à partir de la mort de Pollock que le travail entrepris par Lee Krasner pour valoriser sa peinture commence à porter ses fruits. Le mythe de l'artiste au destin tragique qui a su correspondre à l'espace américain, à sa vitesse et à son énergie, ce mythe fait croître la demande. Vendue de gré à gré en novembre 2006 pour la somme de 140 millions de dollars, la toile no 5, peinte en 1948, fait partie des œuvres les plus chères de tous les temps.
Clement Greenberg a su manier avec discernement des qualificatifs précis auxquels ses lecteurs ont dû, souvent avec une extrême difficulté, s'adapter. Son approche de l'œuvre de Pollock est nuancée et son enthousiasme se manifeste progressivement entre 1943 et 1947. Il met l'accent sur des qualités formelles et expressives et effectue des comparaisons avec les plus grands noms. Dans Après l'expressionnisme abstrait, de 1962, il revient sur cette période avec un souci de clarification exemplaire :
« La percée véritable se produisit […] en octobre 43 et mars 44 [Pollock et Hofmann] […]. Là je vis des tableaux abstraits qui étaient picturaux (malerisch) [il évoque aussi leur caractère « extravagant, dans l'emploi brutal de la peinture ») me donnant pour la première fois l'impression d'une ouverture totale. »
Et il précise ensuite en l'opposant à « l'emprise étouffante du cubisme synthétique » (avec ses surfaces cernées) : 
« Un traitement plus délié de la matière picturale… Painterly (pictural) n'était pas le terme employé, mais c'était ce que cela signifiait réellement. »
« Ni Kandinsky, ni Klee […] n'avaient un style si délié, rapide […] des masses qui font tache et se confondent, au lieu de formes qui demeurent séparées ; de larges rythmes bien apparents… »
« Ce fut alors comme un dégel général (dans le milieu artistique américain)… »
Il termine cette description par l'articulation de l'œuvre de Pollock à l'art baroque tel qu'il a été défini par Wölfflin. Un double rapprochement valorisant.
« Bref une constellation de caractéristiques physiques analogues à celles définies par Wölfflin quand il tira sa notion de Malerische de l'art baroque. »
L'expressionnisme gestuel de Pollock pouvait en effet être comparé, sous cet angle formel, avec l'art baroque.

### Bataille des critiques: la nouveauté controversée
Les critiques d'art, en raison des élogieuses chroniques du puissant Clement Greenberg, s'intéressent au « cas Pollock », surtout à partir de 1945. Les tenants et les détracteurs de l'artiste s'acharnent par articles interposés, ce qui contribue à le rendre progressivement célèbre. Ainsi Eleanor Jewett écrit : 
« Ses peintures semblent reposer sur la théorie selon laquelle plus elles se rapportent à du gribouillage d'enfant, plus elles sont importantes […]. Ses couleurs sont violentes et l'atmosphère de l'exposition est définitivement nerveuse et bruyante. »
Howard Devree exprime a contrario à quel point les grandes toiles de Pollock l'impressionnent, « comme surchargées d'une réaction émotionnelle violente […] pour établir une véritable communication avec le spectateur. »
Parker Tyler, la même année, reconnaissant que Pollock a une force de la matière et quelques talents de coloriste, dénonce néanmoins son manque de talent et un « air of baked-macaroni about some of his patterns. » Cette critique entraîne l'éloge de Manny Farber qui définit la peinture de l'artiste comme « masterful and miraculous » ; à propos du « mural » commandé par Peggy Guggenheim, elle s'enthousiasme : 
« Le mural est … un presque incroyable succès. C'est violent dans son expression, continuellement fascinant dans le détail, sans superficialité, et si bien organisé qu'il forme le mur dans une paisible, contenue et allègre expression. »
Si Clement Greenberg continue, année après année, de défendre Jackson Pollock, ce dernier fait moins l'objet de critiques les années suivantes. Ce n'est qu'en 1948, à l'occasion de sa nouvelle exposition à la Betty Parsons Gallery, qu'il retrouve le chemin des médias : Alonzo Lansford parle de sa technique picturale comme d'une sorte d'automatisme de la peinture, reconnaissant que le résultat est « vif, original et excitant ». Robert M. Coates remarque que Pollock est le plus complexe des artistes de New York, parlant d'« une impression d'une vertigineuse énergie » :
« Un tel style a ses dangers, car que les liens de communication entre l'artiste et le spectateur sont si ténus que le plus haut degré d'attention est requis pour en recueillir le message. »
En 1949, des critiques parues dans Time et New York World-Telegram attaquent sévèrement l’œuvre de Pollock. Clement Greenberg n'est pas le seul à réagir. Paul Mocsanyi parle d'une « combinaison de l'extatique et du monumental [qui] n'est pas sans une certaine grandeur. » Elaine de Kooning, femme du peintre Willem de Kooning, écrit également :
« Les nouvelles abstractions de Jackson Pollock, violentes dans le dessin et dans l'application des pigments, sont paradoxalement paisibles dans l'expression. Ici, les réseaux complexes et lumineux […] donnent une impression d'être gelés dans leur position. Ses lignes volantes éclaboussent avec intensité les couleurs non mélangées pour créer des constructions vigoureuses et sculpturales, qui se tiennent immobiles et à l'écart, sans liens avec l'arrière-plan. »
Dans une lettre adressée à la galeriste Betty Parson, le peintre français Georges Mathieu écrit :
« Dans un numéro récent de Art News, j'ai vu qu'il y avait une exposition d’œuvres de Jackson Pollock dans votre galerie. Je considère Pollock comme le plus grand peintre américain en vie, et je voudrais lui consacrer un article dans une revue que je suis sur le point de lancer. »
Les critiques, à partir de la fin de l'année 1949, ne cesseront de se multiplier, entraînant une guerre soutenue des chroniques. Carlyle Burrows dénonce les répétitions de plus en plus manifestes quand Stuart Preston loue les fortes couleurs des nouvelles toiles. De plus en plus de critiques d'art rejoignent le camp des admirateurs : Amy Robinson dans Art News, Robert M. Coates dans New Yorker, Henry McBride dans New York Sun. Time est le seul journal à poursuivre ses critiques négatives, rejetant dos à dos les œuvres de Pollock et de De Kooning : « Si ces sortes de peintures représentent la plus grande force vitale de l'art contemporain américain, comme certains critiques l'ont soutenu, l'art est dans une mauvaise passe. »
Avec l'exposition au pavillon américain lors de la 25e Biennale de Venise, entre le 3 juin et le 15 octobre 1950, l’œuvre de Pollock prend une envergure internationale et toujours controversée. Alfred H. Barr Jr., dans Art News, donne le ton, évoquant « une aventure énergique pour les yeux », expression qui est aussitôt reprise par d'autres critiques, tels que Douglas Cooper. Le critique d'art italien Bruno Alfieri décrit la peinture de Pollock comme une « absence de représentation », comme un « chaos », comme un « manque d'harmonie », d'« organisation structurelle », comme une « absence de technique » : « Pollock a brisé toutes les barrières entre sa peinture et lui-même : son image est la peinture la plus immédiate et spontanée. […] Comparé à Pollock, Picasso […] qui pendant quelques décennies a troublé le sommeil de ses collègues avec l'éternel cauchemar de ses entreprises destructives, devient un paisible conformiste, un peintre du passé. »
Après sa mort, les critiques internationales se multiplient ; ce sont précisément ces critiques posthumes, en 1958, qui contribuent le plus à faire connaître l’œuvre de Jackson Pollock au grand public. Darrio Micacchi se montre très dur dans l'organe du Parti communiste :
« Même dans son style, Pollock ne possède plus le courage de la peinture. […] Sa technique s'amoindrit et s'appauvrit rapidement pendant que son langage pictural perd ses liens et ses racines. […] Sa peinture ne connaît plus d'autre règle que celle du hasard. […] Si l'expérience de Pollock peut enseigner une chose, c'est que cette expérience se termine avec elle-même et ne peut avoir de disciples. […] C'est la conquête d'un désert par un homme qui éteignit la lumière de la raison en lui-même et dans son travail. »
Pendant que Freek van den Berg s'attarde avec ironie sur une comparaison entre le peintre Pollock et l'enfant barbouilleur, Will Grohmann écrit :
« Ici est la réalité, non celle d'hier, mais celle de demain. […] Et quel raffinement de conception picturale. […] Tout est inventé dans l'esprit d'un événement naturel et universel. »
John Russel écrit que le travail de Pollock « est encore plus puissant […] que les choses qui ont jamais été dites à son sujet. » John Berger parle des peintures du « hautement talentueux » Pollock comme des « murs intérieurs de son esprit. »

### Contexte culturel. Hans Namuth
Les images prises par Hans Namuth en 1950 de l'« action painter » circulèrent dans la presse qui commençait à vivre des « célébrités » du monde artistique. Ces images ont façonné dans l'esprit public le cliché de l'artiste « libéré », dont le bras réagit comme un sismographe branché sur son « inconscient ». Auparavant les artistes n'étaient jamais représentés au travail — le film de Clouzot, Le Mystère Picasso, conçu en 1952 a été réalisé en 1955.
D'autres images, soigneusement composées par Namuth, ont fait le succès populaire de Pollock, aux États-Unis : ce sont des portraits, comme a dit Willem de Kooning, « du type qui bosse dans une station service », bras croisés, d'un air légèrement provoquant, séduisant mais brut de décoffrage, qui peint dans une grange, pas dans un atelier, avec des bâtons et de la peinture industrielle. Son succès populaire donna rapidement à des suiveurs l'idée de faire, « à la manière de » Pollock, une espèce de peinture kitsch qu'avait justement dénoncée Greenberg en premier dans Avant-garde et Kitsch, en 1939, puis dans un article de The Nation du 23 février 1946 :
« On veut une vulgarisation généralisée […] de biens culturels à la mode […] brouiller les différences, à défaut de pouvoir les effacer complètement. »
C'est contre cette vulgarisation qui faussait totalement son travail que Pollock réagit en retournant à la figuration. Le 7 juin 1951, il écrit à Ossorio :
« I've had a period of drawing on canvas in black - with some of my early images coming thru - think the non-objectivists will find them disturbing - and the kids who think it simple to slash a Pollock out. »
La seconde édition de L'Atelier de Jackson Pollock chez Macula, en 1982, donna l'occasion de publier en français un texte de Barbara Rose. Elle y souligne la portée des images de Hans Namuth en noir et blanc qui furent très populaires. Les films, par contre, distribués dans les universités, touchèrent profondément le public des écoles d'arts et les nouvelles générations d'artistes, en particulier Allan Kaprow et Donald Judd.
Dès 1972, Dore Ashton a su évoquer avec une grande précision le contexte culturel. En particulier, avec l'émigration des deux tiers des psychanalystes venus d'Europe, il y eut une véritable vogue où le concept d'inconscient fut intégré à la mode surréaliste et à son écriture automatique. La position de Jung (celle d'Henderson, le psy jungien de Pollock fin 1938-1939), dont les conceptions esthétiques trouvaient un climat relativement réceptif fut mieux intégrée par le milieu culturel américain. L'aspect psychologique d'Ulysse de James Joyce en fit une référence dans le milieu artistique. Jackson en possédait un exemplaire à côté de son Feuilles d'herbe de Walt Whitman. Les « profondeurs incompréhensibles de l'âme moderne » traînaient dans tous les cafés new-yorkais. Ceux qui n'avaient pas lu les textes théoriques savaient de quoi il retournait. Le film noir y puisait largement. À partir de 1947, l'existentialisme sartrien était associé dans la culture américaine à L'Âge de l'angoisse tel qu'il fut mis en forme dans le poème d’Auden en 1946 et ses « choses jetées dans l'existence ».

### Contexte politique et social
En 1983 était publié aux éditions de l'Université de Chicago le célèbre livre de Serge Guilbaut Comment New York vola l'idée d'art moderne qui attendit 1996 pour être traduit en français. Il est sous-titré Expressionnisme abstrait, liberté et guerre froide. Ce livre concerne Pollock en particulier dans son premier chapitre qui traite de la dé-marxisation de l'intelligentsia à New York entre 1935 et 1941. Pollock évoque son réalisme dans ses lettres comme un mode d'expression lisible par le peuple et qui doit traiter des thèmes populaires. Pour le 1er mai 1936, il s'engage avec Siqueiros dans la confection de bannières et d'un char…. Le trotskysme assuma une transition qui vit le milieu culturel de gauche de plus en plus désemparé avec la montée en puissance de Staline et de sa politique. Le second chapitre évoque l'implantation d'un art américain du fait de la seconde guerre mondiale. Le troisième chapitre s'attache aux « conditions de création d'une avant-garde nationale » en 1945-1947. Il en ressort que le succès de Jackson Pollock est né d'un singulier concours de circonstances où la disparition de la place parisienne a entrainé l'émergence d'une certaine confiance en soi dans le milieu culturel américain. Le relais essentiel suivant fut le fait de la presse, parfois ironique. Enfin, en 1953, les milieux politiques sollicitèrent la participation de Pollock à l'exposition « 12 Peintres et sculpteurs Américains Contemporains » au Musée national d'Art moderne, Paris. L'exposition fut ensuite présentée à Zurich, Düsseldorf, Stockholm, Helsinki et Oslo.
Il est certain que le succès commercial de Pollock, qui fut le premier de tous les expressionnistes abstraits à percer, reposa en partie sur l'émergence d'une nouvelle classe riche correspondant au boom des États-Unis. Au cœur du maccarthysme la rébellion artistique fut transformée en idéologie libérale agressive. Le nouveau libéralisme s'identifiait à cet art, non seulement parce que ce type de peinture présentait des caractéristiques modernes (perçues comme américaines) mais surtout elle incarnait au plus haut degré les notions d'individualisme et de risque. Enfin ces peintures pouvaient très bien, avec leur caractère monumental affirmé, être présentées par le journal Vogue comme d'excellents éléments décoratifs dans les espaces architecturaux de style moderne.
Quant à expliquer le succès populaire de Pollock, cette peinture incarnait peut-être tout simplement l'idéal d'une époque, l'esprit du temps : l'acceptation de soi, la liberté transgressive et la vitesse, fluide, qu'il a lui-même exprimé par ces mots : 

Pas de croquis
acceptation de ce que je fais-
l'expérience de notre âge en termes de peinture-
pas une illustration de-(mais l'équivalent)
concentré
fluide.

## Analyse fractale de l'œuvre
L'analyse fractale des œuvres de Jackson Pollock proposée par Richard Taylor, Adam Micolich et David Jonas montre que le principe d'autosimilarité statistique y est respecté. Cette analyse consiste à vérifier par l'intermédiaire d'une grille de N carrés posée sur la toile que la proportion de motifs reste constante quel que soit le nombre de carrés étudiés et donc quelle que soit la taille des carrés. La peinture noire occupe 36 % de la surface d'un carré, de deux carrés… ou de n carrés. Il en est de même pour les autres couleurs qui occupent 13 % de la toile. La dimension fractale de densité d est égale à ~1,66. Dans Autumn Rhythm (Number 30), d vaut 1,67.
La dimension fractale est constitutive de la technique de Jackson Pollock et non consécutive. Elle définit de manière mathématique le all-over. L'analyse a ainsi démontré que les premières œuvres ont une dimension fractale supérieure à 1,1 et, à la fin de sa vie, à 1,7. D'ailleurs Pollock avait détruit une œuvre de dimension fractale 1,9 qu'il jugeait mauvaise, trop dense alors qu'il était filmé par Hans Namuth.
Une telle analyse peut permettre de détecter d'éventuels faux Pollock de la période dite « classique ».
Plusieurs critiques du milieu de l'art font des liens entre l’œuvre de Pollock et celle de l'artiste canadien Jean-Paul Riopelle. Une peinture de Jean-Paul Riopelle présentée en 1950 à l’exposition Véhémences confrontées, organisée par le critique d’art Michel Tapié et le peintre Georges Mathieu à la galerie Nina Dausset à Paris, s’inspire d’une œuvre de Jackson Pollock que Michel Tapié décrit comme « amorphique », c’est-à-dire sans forme ou purement matérielle.

## Œuvres (sélection)
Reproduites, sauf exception, dans le catalogue de 1999.
- Going West, c.1934 - 38, huile sur gesso / panneau isorel dur (fiberboard), 38,3 × 52,7 cm, Smithsonian Institution, Washington
- Untitled (Woman), c. 1935 - 38, h/ panneau isorel dur, 35,8 × 26,6 cm, musée Nagashima (en), Kagoshima
- Untitled [Composition with Figures and Banners], c. 1934 -38, h/toile, 27 × 29,8 cm, Musée des Beaux-Arts de Houston[82]
- Untitled [Overall Composition], c. 1934 -38, h/t, 38,1 × 50 cm, Musée des Beaux-Arts de Houston[83]
- The Flame, c. 1934 - 38, h/t monté sur panneau isorel dur, 51,1 × 76,2 cm, Museum of Modern Art, New York
- Untitled [Naked Man], c.1938-40, h/contreplaqué (plywood), 127 × 60,9 cm, coll. priv.
- Untitled [Naked Man with Knife], c. 1938-1941, h/t, 127 × 91 cm, Tate Modern
- The Mad Moon-Woman, 1941, h/t, 100,3 × 74,9 cm, coll. priv.
- Birth, c. 1938-41, h/t, 116,4 × 55,1 cm, Tate Modern
- The Moon Woman, 1942, h/t, 175,2 × 109,3 cm, Musée Solomon-R.-Guggenheim, New York
- Male and Female, 1942, h/t, 184,4 × 124,5 cm, Philadelphia Museum of Art, Philadelphie
- Stenographic Figure, 1942, ht, 101,6 × 142,2 cm, Museum of Modern Art, New York
- Composition à jets contrôlés, 1943, huile et émail coloré, 63,5 × 56,2 cm, Hirshhorn Museum and Sculpture Garden, Washington
- Guardians of the Secret, 1943, h/t, 122,9 × 191,5 cm, San Francisco Museum of Modern Art[N 19]
- The Moon-Woman Cuts the Circle, c. 1943, 109,5 × 104 cm, Centre Pompidou, Paris
- Sans titre (avec deux figures), c. 1943-1946, sérigraphie en jaune / papier rouge (autre version en noir / papier rouge), 14 × 21,5 cm, Museum of Modern Art, New York[84]
- The She-Wolf, 1943, huile, gouache et plâtre / t, 106,4 × 170,2 cm, Museum of Modern Art, New York
- Pasiphaë, 1943, h/t, 142,5 × 243,8 cm, Metropolitan Museum of Art, New York
- Mural, 1943-1944, huile et caséine sur toile, 243,2 × 603,3 cm, The University of Iowa Museum of Art, Iowa City[85]
- Gothic, 1944, h/t, 215,5 × 142,1 cm, Museum of Modern Art, New York
- Two, 1943-1945, h/t, 193 × 110 cm, Musée Solomon-R.-Guggenheim, New York
- Free Form, 1946, h/t, 48,9 × 35,5 cm, Museum of Modern Art, New York
- Shimmering Substance, 1946, h/t, 76,3 × 61,6 cm, Museum of Modern Art, New York
- The Key (Accabonac Series), 1946, h/t, 149,8 × 212,3 cm, Art Institute of Chicago
- Eyes in the Heat (Sounds in the Grass Series), 1946, h/t, 137,2 × 109,2 cm, Musée Solomon-R.-Guggenheim, New York
- Full Fathom Five, 1947, h/t avec clous, boutons, clé, cigarettes, allumettes, pièces de monnaie, ongles, 129,1 × 76,5 cm, Museum of Modern Art, New York
- Cathedral, 1947, laque et peinture aluminium /t, 181,6 × 89 cm, Musée d'Art de Dallas
- Reflection of the Big Dipper, 1947, h/t, 111 × 92 cm, Stedelijk Museum Amsterdam
- Number 20, 1948, laque/ papier, 52 × 66 cm, Mumson-Williams-Proctor Institute Museum of Art, Utica
- Number 5, 1948, huile, laque et peinture alu. sur panneau isorel dur, 243,8 × 121,9 cm, coll. priv.
- Number 1A, 1948, 1948, huile et laque /t, 172,7 × 264,2 cm, Museum of Modern Art, New York
- Number 26A, 1948: Black and White, 1948, laque/t, 208 × 212,7 cm, Centre Pompidou, Paris
- Summertime: Number 9A, 1948, 1948, huile te laque /t, 84,5 × 549,5 cm, Tate Britain, Londres
- Out of the Web: Number 7, 1949, 1949, huile et émail sur panneau, 121,5 × 244 cm, Staatsgalerie Stuttgart
- Number 2,1949, 1949, h, laque et peinture alu. /t, 96,8 × 481,3 cm, Mumson-Williams-Proctor Institute Museum of Art, Utica
- Number 1, 1949, 1949, laque et peinture aluminium /t, 160 × 259 cm, Musée d'Art contemporain de Los Angeles
- Number 27, 1950, 1950, huile sur toile, 124,5 × 269,2 cm, Whitney Museum of American Art, New York
- Number 1, 1950 (Lavender Mist), 1950, huile, laque et peinture aluminium sur toile, 221 × 299,7 cm, National Gallery of Art, Washington
- Number 32, 1950, 1950, laque noire /t, 269 × 457,5 cm, Kunstsammlung Nordrhein-Westfalen, Düsseldorf
- One: Number 31, 1950, 1950, huile et laque sur toile, 269,5 × 530,8 cm, Museum of Modern Art, New York
- Autumn Rhythm (Number 30), 1950, 1950, huile sur toile, 266,7 × 525,8 cm, Museum of Modern Art, New York
- Untitled, c. 1951, encre sur papier japon collé sur du grillage à poulailler monté sur une porte en bois, l : 152,4 cm, détruit[86]
- Number 14, 1951, 1951, laque sur toile, 146,4 × 269,2 cm, Tate Britain, Londres (noir et blanc)
- Echo: Number 25, 1951, 1951, laque /t (noir et blanc), 233,4 × 218,4 cm, Museum of Modern Art, New York
- Blue Poles: Number 11, 1952, 1952, laque et peinture aluminium avec verre /t, 210 × 486,8 cm, Galerie nationale d'Australie, Canberra
- Convergence: Number 10, 1952, 1952, huile et laque sur toile, 237,4 × 393,7 cm, Galerie d'art Albright-Knox, Buffalo
- Portrait and a Dream, 1953, huile sur toile, 148,6 × 342,2 cm, Musée d'Art de Dallas
- Ocean Greyness, 1953, huile sur toile, 146,7 × 229 cm, Musée Solomon-R.-Guggenheim, New York
- The Deep, 1953, huile et laque sur toile, 220,4 × 150,2 cm, Centre Pompidou, Paris
- Easter and the Totem, 1953, huile sur toile, 208,6 × 147,3 cm, Museum of Modern Art, New York
- White Light, 1954, huile, laque et peinture aluminium sur toile, 122,4 × 96,9 cm, Museum of Modern Art, New York
- Search, 1955, huile et émail sur toile, 146 × 228,6 cm, coll. priv.

## Expositions
- La Pinacothèque de Paris propose d'octobre 2008 à février 2009 une exposition d'une quarantaine de toiles, gravures et dessins de Jackson Pollock (pour l'essentiel 1934-1944), accompagnés d'une importante sélection de réalisations d'Indiens d'Amérique du Nord. Stephen Polcari illustre ses thèses dans le catalogue : Jackson Pollock et le chamanisme[87].
- Le musée des beaux-arts de Lyon présente en 2008 plusieurs œuvres de Pollock dans leur contexte artistique à la suite de la crise morale entraînée par la guerre : « 1945-1949. Repartir à zéro, comme si la peinture n'avait jamais existé »[88].
- Kunstmuseum de Bâle : « Pollock figuratif », du 2 octobre 2016 au 22 janvier 2017[89].
- Musée national Picasso-Paris, Paris : « Jackson Pollock. Les premières années. 1934-1947 », 15 octobre 2024 au 19 janvier 2025[90],[91]

## Postérité

### Cinéma, littérature
- En 2000, l'acteur Ed Harris réalise et interprète Pollock. Depuis que son père lui avait offert un livre sur Pollock en raison d'une forte ressemblance physique, Ed Harris avait nourri une fascination pour l'artiste. Le film présente les moments les plus célèbres qui ont fait de Pollock un mythe.

À sa sortie, Ruth Kligman intente un procès contre les producteurs du film, affirmant qu’ils ont violé ses droits d’auteur en utilisant des parties de ses mémoires, Love Affair: A Memoir of Jackson Pollock,.
- - L'année suivante, Marcia Gay Harden remporte l'Oscar de la meilleure actrice dans un second rôle pour avoir interprété Lee Krasner dans le film.
- En 2002, le romancier américain John Updike publie Seek my face (en français Tu chercheras mon visage[94]), une transposition de la vie de Pollock racontée par sa femme, Lee Krasner.

### Hommage
L'astéroïde (5800) Pollock porte son nom.